# Datsun GO+
La Datsun GO+ è un'autovettura monovolume costruita dalla casa automobilistica giapponese Datsun dal 2014 al 2021. Era disponibile solo in versione familiare cinque porte.

## Storia

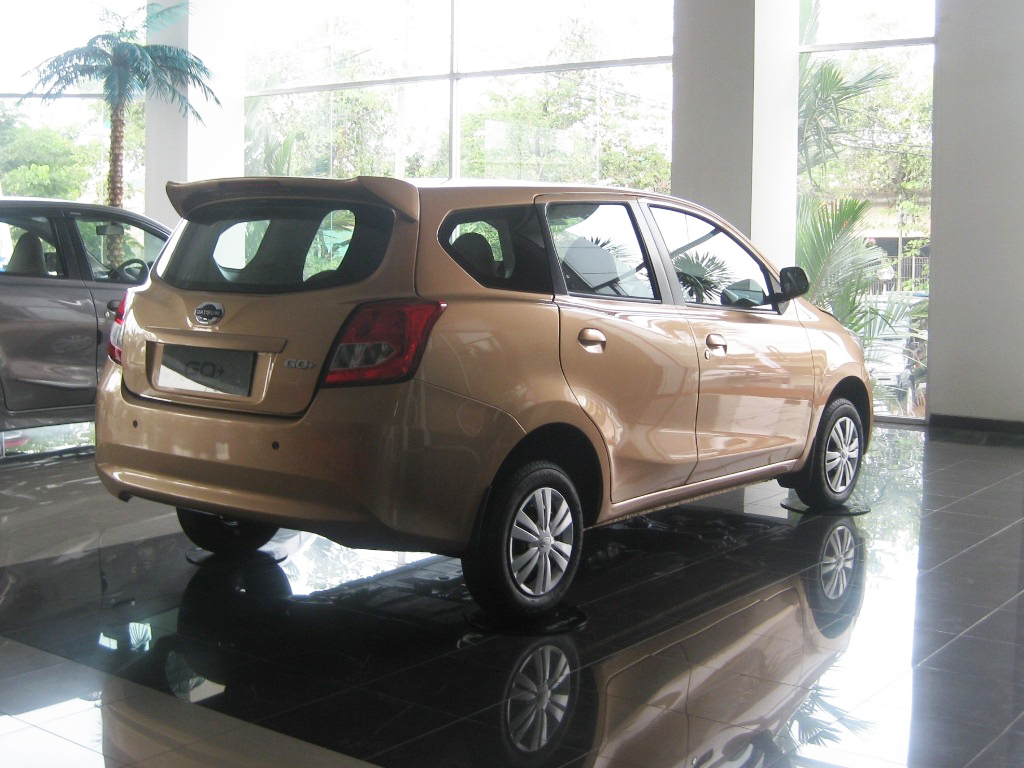
Il retro di una Datsun GO+ del 2014

È stata presentata il 17 settembre 2013 a Giakarta. Il modello è basato sulla Datsun GO ed è stato sviluppato da Datsun appositamente per l'Indonesia. La GO+ è stata assemblata nello stabilimento Nissan di Purwakarta in Indonesia, 80 km a est di Giakarta, ed è stata offerta in Indonesia dal 2014.
Il GO+ è leggermente più lunga della GO, mentre il passo, l'altezza e la larghezza sono identiche per entrambi i modelli. La meccanica è identica a quella della GO. La GO+ è quindi alimentata da un motore a tre cilindri in linea da 1,2 L di cilindrata erogante 68 o 77 CV di potenza utilizzato anche sulla Nissan Micra. Il cambio è manuale a cinque rapporti oppure continuo, con il primo disponibile sui modelli con il motore da 68 CV, e il secondo disponibile sui modelli con il motore da 77 CV. Il modello è a trazione anteriore e raggiunge una velocità massima di 161 km/h.
Oltre ai cinque posti standard, la GO+ offre un'ulteriore fila di sedili ribaltabili che si trova nel bagagliaio, consentendo il trasporto di un massimo di sette persone in totale. Il modello ha in dotazione una stazione di espansione per smartphone. In Sudafrica, Datsun offrì una variante della GO+ chiamata "Panel Van". In questo modello, in luogo della seconda e della terza fila di sedili, è presente un ampio vano di carico che va a sommarsi al bagagliaio disponibile sui modelli standard. Con questa soluzione il volume di carico del modello aumenta fino a 3.400 litri.